# زاوية حادة
الزاوية الحادة هي الزاوية التي قياسها أكثر من 0 درجة وأقل من 90 درجة. فإذا زاد قياسها عن 90 درجة سُمِّيَت زاوية منفرجة، وإذا ساوى قياسها 90 درجة سُمِّيَت زاوية قائمة.